# 希爾頓白禮頓大都會

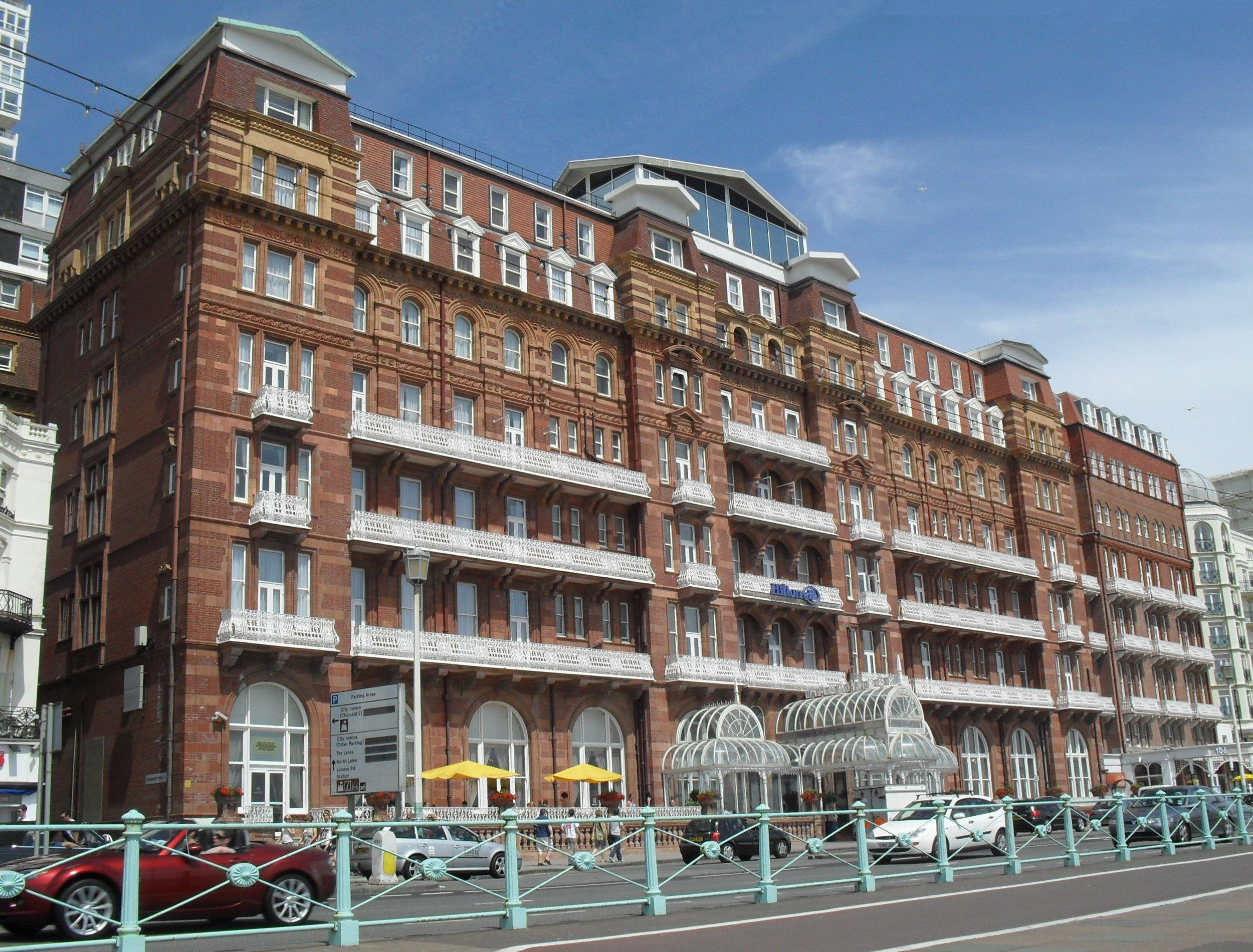

布莱顿大都会希尔顿逸林酒店（DoubleTree by Hilton Brighton Metropole）是英國英格蘭海濱城市布萊頓的一座四星級酒店。這座酒店的設計者是Alfred Waterhouse。該酒店擁有南英格蘭最大的會議中心。